# غدة نخامية
الغدة النخامية غدة صماء بحجم حبة الحمص تقريبًا، تزن في المتوسط 0.5 جرام عند الإنسان. وتسمى أحيانًا بمايسترو الغدد لكونها تتحكم في إفرازات بقية الغدد في الجسم. توجد على شكل نتوء في أسفل منطقة ما تحت المهاد في قاعدة الدماغ. غدة تقع في تجويف عظمي في جمجمة الإنسان أسفل الدماغ يسمى السرج التركي "Sella turcica" لها 3 فصوص الفص الأمامي (النخامة الأمامية) والفص الخلفي (النخامة الخلفية) والفص الأوسط. يقوم الفص الأمامي والأوسط المعروفان بالجزء الغدي بإفراز هرمونات بعينها مثل الهرمون الموجه لقشرة الكظرية (ACTH)، وهرمون الحليب برولاكتين (prolactin) وهرمون النمو (GH) والهرمون منبه الدرقية (TSH) وهرمون منبه للجريب (FSH) والهرمون الملوتن (LH)، بينما الفص الخلفي يخزن الهرمونات التي يفرزها الجزء العصبي من الهيبوثالامس (Hypothalamus) وينظم إفرازها، فهو يفرز الهرمون المضاد لإدرار البول (ADH) والأوكسيتوسين (Oxytocin).
وهذه الغدد سواء الفص الأمامي أو الخلفي تفرز هرموناتها بتنظيم وإدارة دقيقة جداً من الوطاء (هيبوثلامس).
تعتبر الغدة النخامية من أهم الغدد في الجسم ويسميها البعض سيدة الغدد الصماء؛ لأنها المُنظمة لباقي الغدد من خلال إفراز الهرمونات ويوجد هناك علاقة بينها وبين الهيبوثلامس.
إذا زاد إفراز هذه الغدة من هرمون النمو تحدث ضخامة وطول غير طبيعي في الجسم العملقة، أما إذا حدث زيادة بعد البلوغ فإنها تسبب مرض العملقة الطرفية (acromegaly) وهو ضخامة في اليدين والقدمين دون باقي الجسم، والعكس صحيح أي أن قلة إفراز تلك الغدة لهرمون النمو يؤدي إلى بطء النمو وقصر القامة القزامة.
وزيادة إفراز هرمون الحليب يؤدي إلى إفراز الحليب والعقم وكذلك ظهور الثدي عند الذكور.

## الوظيفة

### الفص الأمامي
هرمون النمو (HGH) ، والذي يشار إليه أيضًا باسم السوماتوتروبين ، يتم إفرازه تحت تأثير هرمون النمو تحت المهاد (GHRH) ، ويتم تثبيطه بواسطة السوماتوستاتين تحت المهاد . 
الهرمون الموجه لقشر الكظر (ACTH) وبيتا إندورفين ، ويتم إطلاق هرمون تحفيز الخلايا الصباغية تحت تأثير الهرمون المطلق للكورتيكوتروبين (CRH).

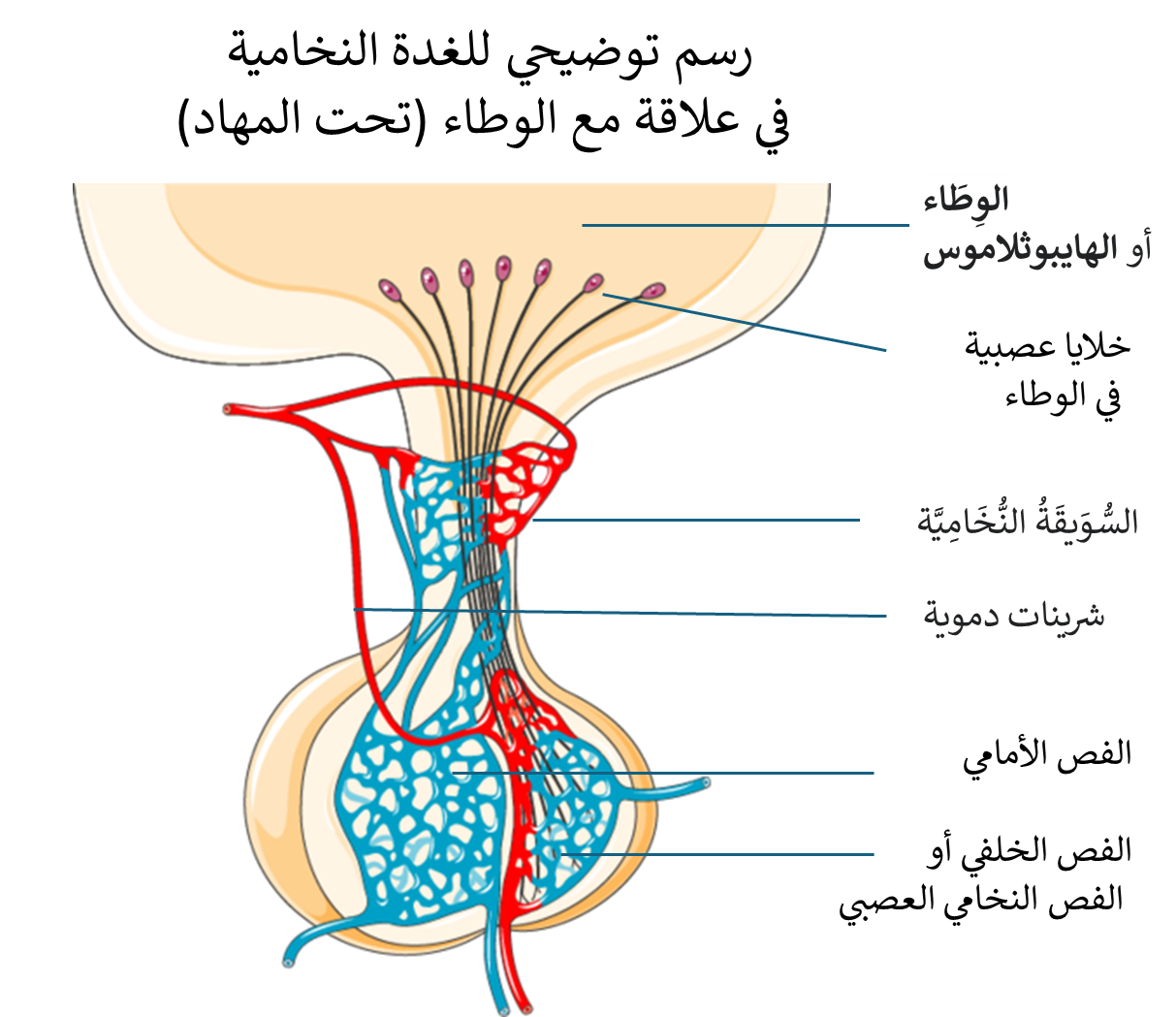
رسم توضيحي للغدة النخامية في علاقة مع الوطاء (تحت المهاد)

يتم إفراز هرمون تحفيز الغدة الدرقية (TSH) تحت تأثير الهرمون المطلق للثيروتروبين من تحت المهاد (TRH) ويتم تثبيطه بواسطة السوماتوستاتين.
الهرمون المنشط للجسم الأصفر (LH) والهرمون الجريب (FSH) كلاهما يُطلقان تحت تأثير الهرمون المطلق لموجهة الغدد التناسلية (GnRH)
البرولاكتين (PRL) أو هرمون الحليب يتم تحفيز إطلاقه بواسطة هرمون الغدة الدرقية، والأوكسيتوسين، والفازوبريسين، والببتيد المعوي الفعال في الأوعية ، والأنجيوتنسين II ، والببتيد العصبي Y ، والجالانين ، والمادة P ، والببتيدات الشبيهة بالبومبين (الببتيد المطلق للجاسترين، والنوروميدين B و C)، والنيوروتنسين، ويمنع إفرازه الدوبامين.
يتم إطلاق هذه الهرمونات من الغدة النخامية الأمامية تحت تأثير منطقة ما تحت المهاد . تفرز الهرمونات من تحت المهاد إلى الفص الأمامي عن طريق نظام شعري خاص يسمى نظام البوابة تحت المهاد. أيضًا من مجموعة من الخلايا غير الصماء تسمى خلايا الجريب.

### الفص المتوسط
الهرمون المنبه للخلايا الصباغية (MSH). ينتج هذا أيضًا في الفص الأمامي. [12] عندما يتم إنتاجها في الفص المتوسط ، تسمى أحيانًا MSHs "intermedins". 

### الفص الخلفي
تخزن الغدة النخامية الخلفية وتطلق _لكنها لا تصنع_الهرمونات التالية:
الهرمون المضاد لإدرار البول (ADH )، المعروف أيضًا باسم الفاسوبريسين يُفرز من منطقة ما تحت المهاد ثم يخزن في الفص الخلفي من الغدة النخامية .
الأوكسيتوسين أو هرمون الطلق يُفرز من النواة المجاورة للبطين في منطقة ما تحت المهاد. الأوكسيتوسين هو أحد الهرمونات القليلة التي تخلق تغذية راجعة إيجابية (Pv feedback+) على سبيل المثال، أثناء المخاض يُعد تحرك الجنين المستمر وضغطة على الرحم مُحفز قوي يرسل سيالات عصبية إلى الفص الخلفي من الغدة النخامية ويحفز إطلاق الأوكسينوسين والذي يرتبط بعضلات الرحم ويزيد من عملية التلقص مما يزيد من السيالات العصبية الصاعدة لتحفيز الغدة النخامية على إفراز المزيد من الأوكسيتوسين وهكذا تستمر حلقة التغذية الراجعة طول فترة المخاض فكل ما زادت تقلصات الرحم كل ما زاد إفراز الأوكسيتوسين. ولأن الأوكسيتوسين يلعب دورًا محوريًا في عملية الطلق فقد صنُع منه أدوية تُعطي عن طريق الحقن لتحفيز عملية الطلق.

### الهرمونات
تتحكم الهرمونات التي تفرزها الغدة النخامية في عمليات الجسم التالية:
- النمو.
- ضغط الدم.
- تحفيز الطلق أثناء المخاض.
- إنتاج حليب الأم.
- وظائف الأعضاء الجنسية في كلا الجنسين.
- وظيفة الغدة الدرقية.
- التحويل الأيضي للغذاء إلى طاقة.
- تنظيم الماء والأسموزية في الجسم.
- توازن الماء عن طريق التحكم في إعادة امتصاص الماء بواسطة الكلى.
- تنظيم درجة الحرارة.
- تسكين الآلام.

## أورام الغدة النخامية

### هرمون الحليب وتأثيراته على صحة الإنسان
يفرز هرمون البرولاكتين (هرمون الحليب) من الفص الأمامي للغدة النخامية، وهو يوجد بنسب ومستويات معينة في الدم ما بين ثلاثة وثلاثين نانو غرام/مليلتر، ويستمر في الدم لمدة تتراوح بين 50 إلى 60 دقيقة مع ملاحظة أن نسبة هذا الهرمون متغيرة في الدم لخضوعه تحت نظام صارم لتنظيم ارتفاعه وانخفاضه من قبل هرمونات أخرى مثل الدوبامين (يخفض نسبة الهرمون) والاستروجين (يرفع نسبة الهرمون) وتزيد نسبة إفراز هذا الهرمون بشكل طبيعي خلال فترة الحمل والولادة.
من المعروف أن الأنشطة الحيوية للجسم يقع معظمها تحت سيطرة الهرمونات التي تفرز من الغدة النخامية بقاع المخ بفصيها الأمامي والخلفي تحت تأثير المراكز الرئيسية العليا بالمخ ومن هذه الهرمونات هرمون البرولاكتين. وقد وجد أنه يفرز من خلايا لاكتوتروبيك الموجودة بالغدة النخامية تحت تأثيرات مختلفة إما فسيولوجية طبيعية وإما مرضية أو دوائية، ويوجد أكثر من مصدر لهرمون البرولاكتين منها وأهمها الغدة النخامية وغيرها، على سبيل المثال الغشاء المبطن للرحم، الورم الليفي بالرحم، العضلات الرحمية.
ويوجد هرمون الحليب عند الرجل والمرأة ضمن نسب معينة مختلفة، لذا عند ارتفاع نسبة هذا الهرمون يمنع الغدة النخامية من إنتاج الخصيتين للحيوانات المنوية وقد يكون السبب إصابة الغدة النخامية بورم أو تأثر الغدة النخامية بدواء معين.
- أسباب وأعراض:

ومن العوامل الفسيولوجية الطبيعية المساعدة على نقص البرولاكتين عملية الولادة، ومن العوامل المرضية، استئصال الغدة النخامية، والأدوية التي تحث على إفراز هرمون الدوبامين. ومن العوامل الفسيولوجية المسببة لارتفاع نسبة البرولاكتين النوم، الحمل (لارتفاع هرمون الاستروجين والبروجستيرون) الرضاعة، القلق والاضطراب النفسي، النصف الثاني من الدورة الشهرية، والاتصال الجنسي.
أما الأسباب المرضية المؤدية لارتفاع الهرمون، فهي اضطرابات الغدة النخامية وأورامها المختلفة، متلازمة تكيس المبيض، اضطرابات الغدة الدرقية ونقص إفراز هرمون الثيروكسين، الفشل الكلوي، الفشل الكبدي، صدمات القفص الصدري وفي حالات نادرة تناول هرمون الاستروجين كما في عقاقير منع الحمل. والأدوية المسببة لزيادة إفراز البرولاكتين كالعقاقير المثبطة لهرمون الدوبامين كعلاجات الضغط (ريزربين) وبعض الأدوية النفسية والصدرية، ومضادات الغثيان والمورفين.متلازمة فرط إفراز اللبن و زيادة برولاكتين الدم
ومن أهم أعراض ارتفاع البرولاكتين لدى الرجل تدني القدرة الجنسية، نمو خلايا الثدي وظهوره مع خروج الحليب منه سواء بالحث اليدوي أو بشكل طبيعي عفوي.
أما أعراض الإصابة لدى المرأة فتظهر لدى زيادة أو نقص هرمون البرولاكتين عن المعدل الطبيعي بسبب اضطرابات في الطمث وبالتالي اضطرابات التبويض، حيث انه يؤدي إلى نقص البروجستيرون. كذلك يؤثر تأثيرا مباشرا على إخصاب المريضة التي تعاني من مشاكل عدة مثل انقطاع الدورة الشهرية أو نقصانها أو نزيف مهبلي غير وظيفي، ولقد وجد أن هنالك علاقة وثيقة بين ارتفاع هرمون البرولاكتين وإبطال التبويض، فزيادة هرمون البرولاكتين تؤدي إلى نقص الاستروجين وبالتالي ظهور أعراض الشيخوخة ووهن العظام. كما أن له دورا في عدم التبويض في حالات تكيس المبايض ويتضح هذا من عودة التبويض بعد علاج هذه الحالات، كما وتعاني المرأة من فقدان الرغبة الجنسية، جفاف القناة التناسلية، استمرار تدفق الحليب من الثديين، ويحدث أيضًا تأخر أو توقف البلوغ للمصابين بالمرض قبل سن البلوغ.
ومن الأعراض المشتركة الشعور بالصداع الشديد، الضغط على الأعصاب البصرية مما يحدث خللاً في المجال البصري.
- التشخيص عند ظهور تلك الأعراض يجب إجراء بعض الفحوصات الطبية لتشخيص وتحديد العلاج المناسب للحالة. ومن ذلك قياس نسبة هرمون البرولاكتين بالدم بعد ساعتين من استيقاظ المريض، إجراء أشعة على الرأس لبيان وضع الغدة النخامية وتحديد وجود أية أورام من عدمه. ويمكن معرفة وجود ورم في الغدة من عدمه عن طريق قياس نسبة البرولاكتين في الدم، على ضوء معرفة المعدل الطبيعي لهرمون البرولاكتين، فإن وصلت النسبة إلى 200 نانو غرام/مليلتر أو أكثر فهذا مؤشر لوجود ورم بالغدة النخامية، أما بين 100 و150 نانو غراما/مليلتر فهناك شك في وجود ورم بالغدة النخامية عندئذ يلزم عمل أشعة مغناطيسية على الدماغ لتحديد الأمر. أما إذا كانت زيادة الهرمون من 50 إلى 60 نانو غرام/مليلتر فهذا يشير إلى اضطرابات في هرمونات التبويض وبالتالي فشل الإخصاب الذي يكون سبب معظم الشكوى بالنسبة للمريضة، هنا يجب قياس هرمونات الغدة الدرقية في الدم أيضًا وذلك لعلاج الحالة وإرجاع التبويض الذي يحل المشكلة. كما ويجب فحص المدار البصري والعيون.

يعالج ارتفاع هرمون الحليب ببعض العقاقير مثل (بروموكريبتين) والذي يؤخذ على شكل أقراص بالفم ثلاث مرات يوميا بعد تشخيص المرض وصرف العلاج من قبل الطبيب.
وهناك أدوية أخرى تعمل على التقليل من إفراز الهرمون كما تفيد أيضًا في تقليص حجم الورم في الغدة النخامية، ويحتاج المريض لتناولها لسنوات. أما في حال عدم الاستفادة من العقاقير الطبية في التقليل من حجم تورم الغدة أو حال ظهور أعراض موضعية أو كان حجم الورم كبيرا فإن خيار الجراحة يكون هو الأفضل حيث تتم إزالة جزء من الغدة عبر عملية جراحية دقيقة.
- نوعان من أورام الغدة النخامية ما هي أورام الغدة النخامية؟ تنشأ أورام الغدة النخامية عادة (pituitary tumors) في الفص الأمامي من الغدة، وثمة نوعان من تلك الأورام: الأورام الغدية (adenoma) وهي أورام حميدة غير سرطانية أكثر أشكالها شيوعا هو الورم البرولاكتيني وهي تفرز كميات هائلة من هرمون البرولاكتين، وفي حالات نادرة قد تفرز هذه الأورام هرمونات أخرى.

«الأورام البلعومية الجمجمية (craniopharyngioma) ولا تفرز هذه الأورام هرمونات على الإطلاق ولكن من الممكن أن تنمو إلى أحجام كبيرة وتضغط على الفص الأمامي أو الخلفي من الغدة النخامية، هذا وتصيب الأورام النخامية 25% من كبار السن في الولايات المتحدة، ومع ذلك فثمة شخص واحد فقط من كل عشرة آلاف شخص تكون لديه أورام تسبب مشاكل طبية.
« قصور نشاط الغدة النخامية: حالة تحدث لدى عدم تمكن الفص الأمامي من الغدة النخامية من إنتاج القدر الكافي من هرمون أو أكثر من الهرمونات الستة التي ينتجها، ونظرا لأن هذه الهرمونات ذات وظائف أساسية وحيوية لنمو الجسم والنضج الجنسي ونشاط الجسم الحيوي، فإن نقص إنتاجها له عواقب وخيمة بل مميتة أحيانا.
وفي الأطفال، قد يوقف النمو النضج الجنسي، أما في البالغين فيمكن أن يؤدي ذلك إلى قصورالغدة الدرقية ونقص إفراز هرموناتها، كما وقد يؤدي إلى انخفاض هرمونات الغدة الكظرية المنتجة لهرمون الكورتيزول والألدوستيرون، كما وتؤدي إلى الفشل الوظيفي الجنسي الذي يؤثر على قدرة المريض على الإنجاب. وعند حدوث ذلك تكون هناك الكثير من الأعراض الناتجة عن حدوث النقص في أكثر من غدة، وتشمل الأعراض الإعياء والضعف والدوار وعدم القدرة على تحمل البرودة وغياب الدورة الشهرية لدى النساء وفقدان الرغبة الجنسية وقدرتها.
وغالبا ما يكون سبب قصور النشاط النخامي، وجود أورام بالغدة النخامية، أو بعد علاج هذا الورم بالجراحة أو الإشعاع العلاجي، أو حدوث التهاب الغدة النخامية أو إصابة الرأس التي قد تسبب نزفا بالدماغ أو تلفا بالغدة نفسها.
ويتم التشخيص عن طريق فحص الدم والبول لنسبة الهرمونات، وإجراء الأشعة المغناطيسية على الدماغ.
ويشمل العلاج التعويضي الذي يستمر مدى الحياة جميع الهرمونات التي لا يتم إنتاجها، على صورة حبوب أو حقن.

### أقسام الجهاز العصبي المركزي

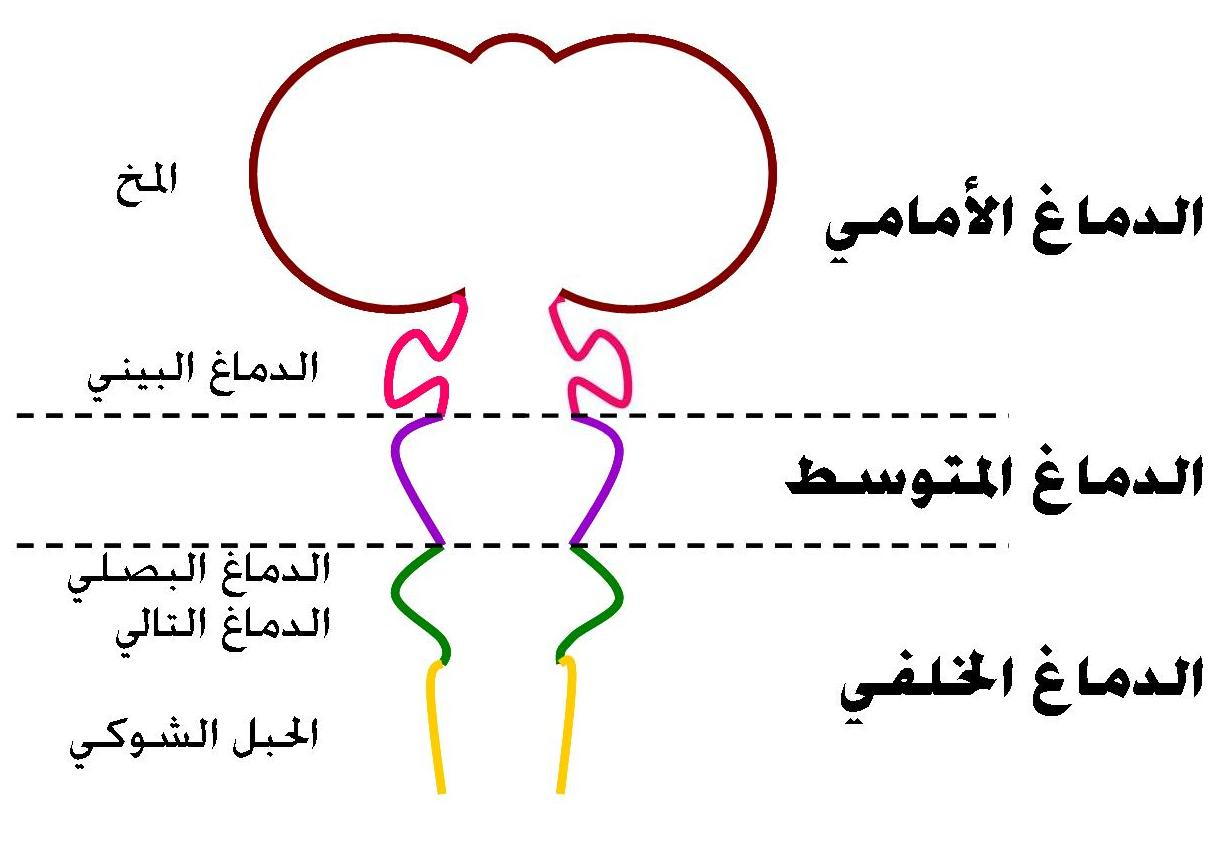
التكوين الجنيني للدماغ ويلاحظ الأقسام الرئيسية لدماغ الكائنات الفقارية

| جهاز عصبي مركزي | دماغ      | دماغ أمامي | الدماغ الانتهائي (المخ)                                                                  | دماغ شمي Rhinencephalon، أميغدالا = لوزة عصبية Amygdala، حصين، قشرة جديدة، بطينات جانبية                      | دماغ شمي Rhinencephalon، أميغدالا = لوزة عصبية Amygdala، حصين، قشرة جديدة، بطينات جانبية                      |
| جهاز عصبي مركزي | دماغ      | دماغ أمامي | دماغ بيني                                                                                | مهيد Epithalamus، مهاد، الوطاء أو تحت المهاد، مهاد تحتاني Subthalamus، غدة نخامية، غدة صنوبرية، البطين الثالث | مهيد Epithalamus، مهاد، الوطاء أو تحت المهاد، مهاد تحتاني Subthalamus، غدة نخامية، غدة صنوبرية، البطين الثالث |
| جهاز عصبي مركزي | دماغ      | دماغ متوسط | سقف (تشرح عصبي) Tectum، سويقة مخية Cerebral peduncle، برتيكتوم Pretectum، المسال الدماغي | سقف (تشرح عصبي) Tectum، سويقة مخية Cerebral peduncle، برتيكتوم Pretectum، المسال الدماغي                      | |
| جهاز عصبي مركزي | دماغ      | دماغ خلفي  | دماغ تالي                                                                                | المخيخ، الجسر                                                                                                 | |
| جهاز عصبي مركزي | دماغ      | دماغ خلفي  | دماغ بصلي                                                                                | النخاع المستطيل                                                                                               | |
| جهاز عصبي مركزي | نخاع شوكي |            |                                                                                          | | |